# Pseudomastinocerus vicinus
Pseudomastinocerus vicinus är en skalbaggsart som beskrevs av Wittmer 1986. Pseudomastinocerus vicinus ingår i släktet Pseudomastinocerus och familjen Phengodidae. Inga underarter finns listade i Catalogue of Life.